# Zeitschrift für Rechtspolitik

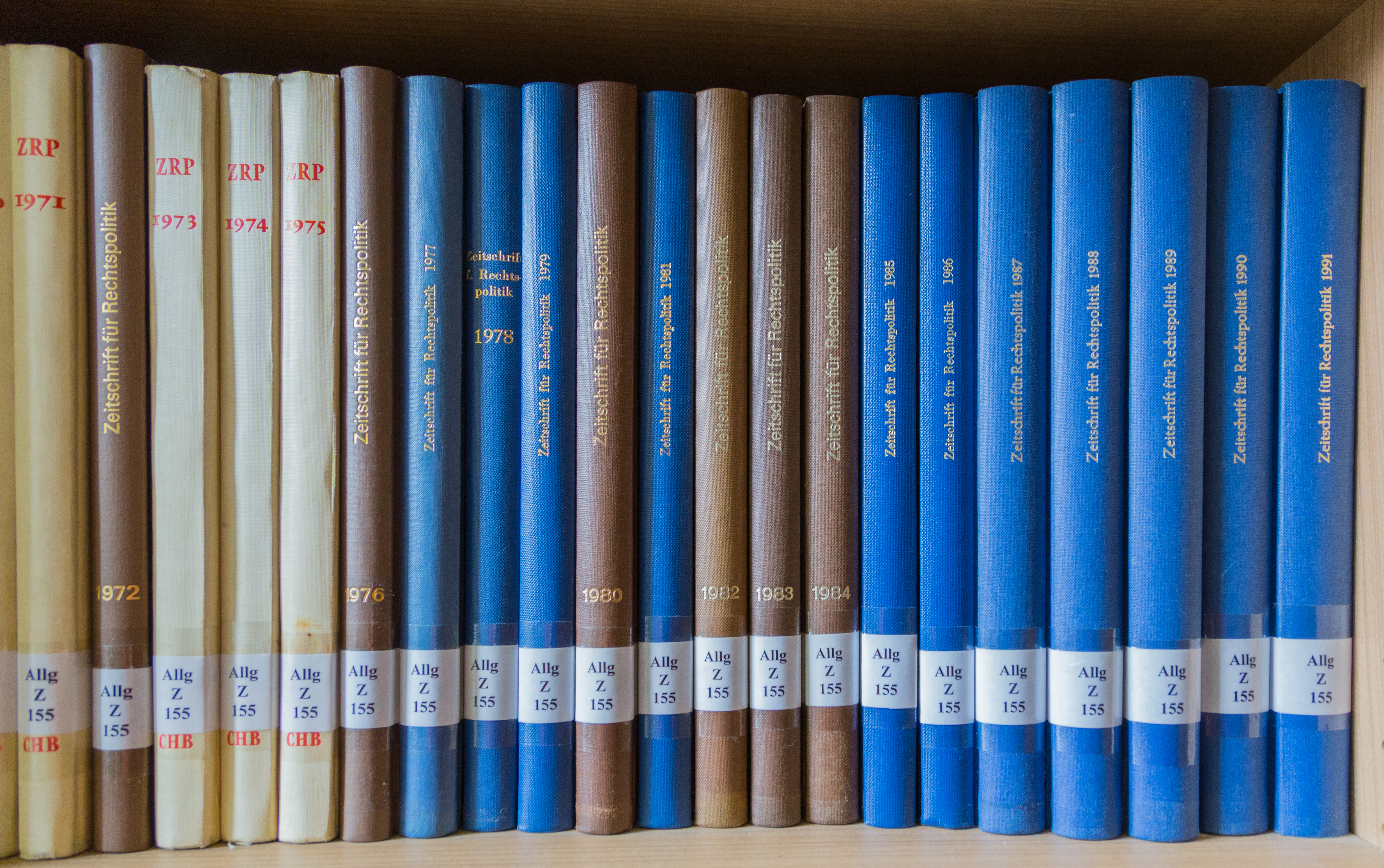
Gebundene Jahrgänge der Zeitschrift für Rechtspolitik in der Zivilrechtlichen Bibliothek Münster

Die Zeitschrift für Rechtspolitik (ZRP) ist eine seit 1968 erscheinende Fachzeitschrift, die sich in erster Linie an Juristen und Rechtspolitiker wendet.
Die ZRP wurde seit Oktober 1968 monatlich der Neuen Juristischen Wochenschrift (NJW) beigelegt. Anlass für die Zeitschriftengründung waren zahlreiche rechtspolitische Veränderungen unter der Ägide des damaligen Bundesjustizministers Gustav Heinemann. Seit Anfang 2013 erscheint die ZRP nicht mehr als Beilage der NJW, sondern muss selbständig bezogen werden. Herausgeber sind Günter Krings und Brigitte Zypries. Sitz der Redaktion ist in Frankfurt am Main.
Autoren sind in erster Linie juristische Praktiker. Daneben treten aber immer wieder auch Politiker als Autoren auf.
Aufgegriffen werden in der Regel parlamentarische oder aktuelle rechtspolitische Vorgänge, insbesondere werden Gesetzentwürfe diskutiert. Jedes ZRP-Heft bringt ein Rechtsgespräch sowie eine Rubrik „Pro und Contra“ zu einer aktuellen Frage.